# Le Jugement de Pâris (ballet)
Pour les articles homonymes, voir Jugement de Pâris (homonymie).
Le Jugement de Pâris est un ballet-pantomime de Jean-Georges Noverre créé à Lyon en 1751 (musique ?) et remonté à Stuttgart entre 1760–1766 (musique ?), à Vienne en 1771 (musique de Joseph Starzer) et à Milan en 1774 (musique de Joseph Starzer).

## Autres versions
- 1733: John Weaver (The Judgment of Paris, or the Triumph of Beauty) pour le Théâtre de Drury Lane (Londers), musique de Mr. Seedo (Sidow)[1]
- 1742: Antonio Rinaldi-Fossano (Золотое яблоко на пире богов, или Суд Париса) à l'occasion du couronnement de l'impératrice Élisabeth Ire à Moscou, musique[2] ?
- 1745: François Sauveterre (Ballo in dodici di cacciatori nel fine del quale... si rappresenta Il giudizio di Paride) pour le Teatro Regio Ducale (Milan), musique ?
- 1756: Vincent Saunier (Il giudizio di Paride) selon Jean-Georges Noverre pour le Teatro Regio (Turin), musique de Rocco Gioanetti[3]
- 1759: Vincent Saunier (Il giudizio di Paride) selon Jean-Georges Noverre pour le Teatro Regio Ducale (Milan), musique ?
- 1761: Francesco Calzavaro (Суд Париса) à Saint-Petersburg, musique de Joseph Starzer[4]
- 1764: Gaetano Cesari (Il giudizio di Paride) pour le Teatro San Giovanni Grisostomo (Venise), musique ?
- 1766: Giuseppe Antonio Sacco (Paridis Dom) selon Jean-Georges Noverre pour le Théâtre Royal Danois (Copenhague), musique[5] ?
- 1770: Francesco Caselli (Il giudizio di Paride) selon Jean-Georges Noverre pour le Teatro Regio Ducale (Milan), musique ?
- 1772: Giuseppe Fabiani (Il giudizio di Paride) pour le Teatro Angertina (Rome), musique ?
- 1773: Giuseppe Canziani (Das Urteil des Paris) selon Jean-Georges Noverre à Munich, musique[6] ?
- 1775: Francesco Caselli (Sąd Parysa) selon Jean-Georges Noverre (Théâtre au Palais Radziwiłł à Varsovie), musique de Joseph Starzer[7]
- 1785: Charles Le Picq (Le Jugement de Pâris) selon Jean-Georges Noverre (Londres), musique de François-Hippolyte Barthélemon
- 1793: Pierre Gardel (Le Jugement de Pâris) pour le Théâtre de l’Académie de Musique (Paris) musique de Joseph Haydn, Ignaz Josef Pleyel et Étienne Nicolas Méhul
- 1793: Giuseppe Canziani (Il giudizio di Paride) selon Jean-Georges Noverre pour le Teatro San Samuele (Venise), musique ?
- 1801: Gaetano Gioia (Das Urteil des Paris) à Vienne, musique de Paul Wranitzky[8]
- 1804: Jean-Baptiste Brulo (Paris' tidsfördrif på berget Ida) selon Pierre Gardel pour le Ballet Royal Suédois (Stockholm), musique ?
- 1805: Giuseppe Salomoni fils (Суд Париса) à Moscou, musique de Stellato[9]
- 1809: Louis Duport (Суд Париса) pour le Théâtre Impérial (Saint-Petersburg), musique de Étienne Nicolas Méhul[10]
- 1816: Pierre Gardel (Le Jugement de Pâris) pour le Théâtre de l’Académie de Musique (Paris) musique de Joseph Haydn, Ignaz Josef Pleyel et Étienne Nicolas Méhul
- 1819: Louis Thierry (Parys na górze Ida / Pâris au sommet d'Ida) selon Pierre Gardel pour le Théâtre National (Varsovie), musique[11] ?
- 1821: Louis Henry (Il giudizio di Paride) pour le Teatro San Carlo (Naples), musique de Luigi Carlini
- 1823: Friedrich Horschelt (Das Urteil des Paris) à Munich, musique de Franz Cramer[6]
- 1846: Jules Perrot (Le Jugement de Pâris) pour le Her Majesty's Theatre (Londres), musique de Cesare Pugni
- 1879: Pasquale Borri (Paride) pour le Teatro alla Scala (Milan), musique de Giuseppe Giaquinto[12]
- 1925: Piotr Zajlich (Sąd Parysa) selon les sources historiques pour le Théâtre National (Varsovie), musique de Christoph Willibald Gluck[13]
- 1938: Antony Tudor (The Judgment of Paris) pour le Westminster Theatre (Londres), musique de Kurt Weill
- 1938: Frederick Ashton (The Judgement of Paris) pour le Vic-Wells Ballet, Sadler’s Wells Theatre (Londres), musique de Lennox Berkeley
- 1954: Robert Joffrey (Pas des Déesses or Dance of the Goddesses) pour le Robert Joffrey Theatre Ballet (New York), musique de John Field[14]
- 1964: Janine Charrat (Pâris) pour le Théâtre des Champs-Élysées (Paris), musique d'Henri Sauguet
- 1979: Uwe Scholz (Das Urteil des Paris) pour le Ballet de Stuttgart (Stuttgart), musique de Richard Strauss[15]
- 1983: Andrey Pietrov (Суд Париса) dans l'opéra Iphigénie en Aulide pour le Théâtre Bolchoï (Moscou), musique de Christoph Willibald Gluck
- 2015: Krzysztof Pastor (Sąd Parysa) dans le ballet Casanova à Varsovie pour le Ballet National Polonais, Grand Théâtre - Opéra National (Varsovie), musique de Wolfgang Amadeus Mozart[16]

## La version de Perrot
Jules Perrot crée Le Jugement de Pâris sur une musique de Cesare Pugni à Londres, au Her Majesty's Theatre, le 23 juillet 1846, avec Marie Taglioni, Fanny Cerrito, Lucile Grahn et Arthur Saint-Léon dans les rôles principaux. Le ballet connaît un grand succès et est repris pendant deux ans.